# Viñetas
Viñetas fou una revista de còmic dirigida per Joan Navarro entre 1982 i 1984. Va tenir una segona època com a publicació mixta d'articles i còmics, entre 1994 i 1995, publicada per l'editorial Glénat. La primera època va constar de només 4 números i un bolletí, mentre que la segona època va arribar a 14 números.

## Segona època (1994-1995)
"Viñetas" contenia articles i ressenyes de Jordi Costa, Jesús Cuadrado, Lorenzo Díaz, Ramón de España, Francisco Pérez Navarro o Antonio Trashorras, a part de les següents sèries:
| Números | Títol                                                | Guió                 | Dibuix                | Tipus               |
| ------- | ---------------------------------------------------- | -------------------- | --------------------- | ------------------- |
| 1, 2,   | Los desesperados                                     | Michel Pirus         | Mezzo                 | Sèrie               |
| 1, 2,   |                                                      | Micharmut            | Micharmut             |                     |
| 1, 2,   | Las inefables aventuras de Vázquez, agente del fisco | Vázquez              | Vázquez               |                     |
| 1, 2,   | Caracol, La matanza,                                 | Cifré                | Cifré                 | Còmic autoconclusiu |
| 1, 2,   | Subespecies humanas,                                 | Juan Bufill          | Pere Joan             | Poema il·lustrat    |
| 1       | Eva Medusa: Yo, el amor                              | Antonio Segura       | Ana Miralles          | Sèrie               |
| 1, 2,   | Pastiches                                            | Roger Brunel         | Roger Brunel          |                     |
| 1, 2,   | Torpedo                                              | Jordi Bernet         | Enrique Sánchez Abulí | Sèrie               |
| 2       | Baby Killer                                          | Pérez + Tamayo       | Pérez + Tamayo        |                     |
| 4, 5,   | La muerte de Makoki                                  | Miguel Gallardo      | Miguel Gallardo       |                     |
| 5, 6,   | Negras tormentas                                     | Juan Antonio de Blas | Alfonso Font          | Sèrie               |
| 6,      | El demonio del Caribe                                | Jean-Michel Charlier | Victor Hubinon        | Sèrie francesa      |
| 6,      | McGuffin                                             | Antoni Guiral        | Fernando Rubio        | Sèrie               |
| 6, 7,   | Roberto España y Manolín                             | Ignasi Vidal-Folch   | Miguel Gallardo       | Sèrie               |
| 7,      | Grandes anécdotas                                    | Pep Brocal, Manel    | Pep Brocal, Manel     | Sèrie               |
| 7,      | Ralph Edisson                                        | Sergio García        | Sergio García         | Sèrie               |
| 8 a 12  | Black Deker                                          | Fernando de Felipe   | Fernando de Felipe    | Sèrie               |
| 12,     | El silencio de Malka                                 | Jorge Zentner        | Rubén Pellejero       | Sèrie               |